# Elfi Eder
Pour les articles homonymes, voir Eder.
Elfi (Elfriede) Eder, née le 5 janvier 1970 à Leogang, est une ancienne skieuse alpine autrichienne.

## Jeux olympiques
- Jeux olympiques de 1994 à Lillehammer (Norvège) :
  -  Médaille d'argent en Slalom

## Championnats du monde
Elfi Eder participe à trois éditions des championnats du monde de ski alpin, en slalom à chaque fois, des Moniaux de Morioka en 1993 à ceux de Sestrières en 1997. Elle remporte la médaille de bronze lors de l'édition japonaise, derrière Sabine Ginther et Bibiana Perez.
| Épreuve / Édition | Morioka 1993 | Siera Nevada 1996 | Sestrières 1997 |
| Slalom            | Bronze       | 7e                | 5e              |

## Coupe du monde
- Meilleur résultat au classement général : 11e en 1996
  - Vainqueur de la coupe du monde de slalom en 1996
  - 3 victoires : 3 slaloms
  - 7 podiums

### Saison par saison
- Coupe du monde 1991 :
  - Classement général : 77e
- Coupe du monde 1992 :
  - Classement général : 43e
- Coupe du monde 1993 :
  - Classement général : 37e
- Coupe du monde 1994 :
  - Classement général : 52e
- Coupe du monde 1995 :
  - Classement général : 54e
- Coupe du monde 1996 :
  - Classement général : 11e
    - Vainqueur de la coupe du monde de slalom
    - 3 victoires en slalom : Vail, Sankt Anton et Semmering II
- Coupe du monde 1997 :
  - Classement général : 21e
- Coupe du monde 1999 :
  - Classement général : 64e

## Championnats du monde juniors
Elfi Eder participe à deux éditions des Championnats du monde juniors de ski alpin, Sälen et Hemsedal en 1987 et Madonna di Campiglio 1988 où elle obtient la médaille de bronze en slalom géant.
| Épreuve / Édition | / Sälen et Hemsedal 1987 | Madonna di Campiglio 1988 |
| Super G           | -                        | 9e                        |
| Slalom géant      | 5e                       | Bronze                    |
| Slalom            | -                        | 4e                        |

## Arlberg-Kandahar
- Meilleur résultat : 6e place du slalom 1993 à Cortina d'Ampezzo